# 동유럽 일광 절약 시간대
| 하늘 | 서유럽 표준시 그리니치 평균시 (UTC±00:00)                                 |
| 파랑 | 서유럽 표준시 그리니치 평균시 (UTC±00:00) 서유럽 일광 절약 시간대 (UTC+1) |
| 분홍 | 서아프리카 표준시 (UTC+1)                                                 |
| 빨강 | 중앙유럽 표준시 (UTC+1) 중앙유럽 일광 절약 시간대 (UTC+2)                 |
| 노랑 | 동유럽 표준시 (UTC+2)                                                     |
| 금색 | 동유럽 표준시 (UTC+2) 동유럽 일광 절약 시간대 (UTC+3)                     |
| 옥색 | 극동유럽 표준시 (UTC+3)                                                   |

동유럽 일광 절약 시간대(영어: Eastern European Summer Time, EEST)은 동유럽 표준시의 서머타임이다. 세계 협정시 (UTC)보다 2시간 빠른 표준시보다 1시간 빠르다. 즉, 세계 협정시보다 3시간 빠르다. 실시 기간은 3월 마지막 일요일 오전 3시(서머타임 4시)부터 10월 마지막 일요일 서머타임 오전 4시(표준시 3시)까지의 기간이다. 1996년 이래 동유럽 일광 절약 시간대는 3월 마지막 일요일부터 10월 마지막 일요일까지 사용되고 있다. 이전에는 유럽 연합 전역에서 동일하게 사용되지 않았다.

## 사용
다음 국가와 지역에서 여름 동안에 동유럽 일광 절약 시간대를 사용한다.
- 벨라루스, 1981~89년의 모스크바 시간, 1991~2011년의 정규 동유럽 일광 절약 시간대(EEST)
- 불가리아, 1979년 이래 정규 동유럽 일광 절약 시간대(EEST)
- 키프로스, 1979년 이래 정규 동유럽 일광 절약 시간대(EEST) (북키프로스는 2016년에 정규 동유럽 일광 절약 시간대(EEST)의 사용을 중단했지만 2018년 3월 25일 동유럽 일광 절약 시간대(EEST)로 복귀)
- 에스토니아, 1981~88년의 모스크바 시간, 1989년 이래 정규 동유럽 일광 절약 시간대(EEST)
- 핀란드, 1981년 이래 정규 동유럽 일광 절약 시간대(EEST)
- 그리스, 1975년 이래 정규 동유럽 일광 절약 시간대(EEST)
- 이스라엘, 1948년 이래 이스라엘 여름 시간으로 사용
- 요르단, 1985년 이래
- 라트비아, 1981~88년의 모스크바 시간, 1989년 이래 정규 동유럽 일광 절약 시간대(EEST)
- 레바논, 1984년 이래
- 리투아니아, 1981~88년의 모스크바 시간, 1989년 이래 정규 동유럽 일광 절약 시간대(EEST), 1988~2003년 중앙유럽 일광 절약 시간대였을 때 제외
- 몰도바, 1932~40년과 198~89년의 모스크바 시간, 1991년 이래 정규 동유럽 일광 절약 시간대(EEST)
- 루마니아, 1932~40년의 비공식 동유럽 일광 절약 시간대(EEST), 1979년 이래 정규 동유럽 일광 절약 시간대(EEST)
- 러시아 (칼리닌그라드), 1981~90년의 모스크바 시간, 1991년 이래 정규 동유럽 일광 절약 시간대(EEST), 2011년 3월 이후 표준 시간대로 사용.
- 시리아, 1983년 이후
- 우크라이나, 1981~89년의 모스크바 시간, 1992년부터 정규 동유럽 일광 절약 시간대(EEST)[2]

1991년 1년 동안 러시아의 모스크바와 사마라주 시간대에서 동유럽 일광 절약 시간대(EEST)가 사용되었다. 이집트는 이전에 1957~2010년과 2014~15년에 동유럽 일광 절약 시간대(EEST)를 사용했다. 터키는 1970~78년 동유럽 일광 절약 시간대(EEST)를 사용, 1979~83년에 모스크바 시간으로 동유럽 일광 절약 시간대(EEST)를 사용, 1985~2016년에 동유럽 일광 절약 시간대(EEST)를 사용했다.

## 같이 보기
- UTC+03:00